# Augustyn Słubicki
Augustyn Józef Ludwik Słubicki na Słubicach herbu Prus (ur. 1781, zm. 26 grudnia 1833 w pałacu na Piaskach w Lubrańcu) – dowódca wojsk napoleońskich, generał brygady Wojska Polskiego, radca Izby Obrachunkowej, poseł na sejmy Królestwa Polskiego, senator-kasztelan oraz właściciel między innymi Lubrańca i Izbicy Kujawskiej.
Po klęsce Napoleona w wyprawie na Moskwę, otrzymał Słubicki nominację na marszałka pospolitego ruszenia w departamencie bydgoskim oraz stopień generała brygady, który później dopiero został potwierdzony. Po sformowaniu oddziału dołączył do cesarza i razem z jego armią brał udział w szeregu bitew, w tym pod Lipskiem (w której to bitwie utonął w Elsterze książę Józef Poniatowski).

## Ślub z Łucją Kretkowską
W 1814 roku wystąpił z wojska i powrócił do swoich majątków na Kujawach (posiadał wówczas wsie: Bielawy, Kazanie, Markowo Sokołowskie i Sokołowo odziedziczone po ojcu). W 1819 roku poślubił w Warszawie (Cyrkuł I) Łucję Barbarę, córkę Franciszka Ksawerego hr. Zboińskiego z Ossówki herbu Ogończyk i Joanny Grabińskiej z Grabna herbu Pomian:

155.    Roku tysiąc osiemset dziewiętnastego, dnia drugiego miesiąca Grudnia o godzinie Drugiej z południa. Przed Nami niżej podpisanym Urzędnikiem Stanu Cywilnego Gminy Warszawskiej Cyrkułu pierwszego, w Województwie Mazowieckim, Powiecie Warszawskim stawił się Jaśnie Wielmożny Augustyn Józef Ludwik trzech Imion Słubicki w Stanie Kawalerskim zostający były Generał Kawalerii Wojsk Polskich, wielu Orderów Wojskowych Kawaler, Poseł Powiatu Brzeskiego Kujawskiego, Dziedzic Dóbr Sokołowa, Kazania, Milżyna z przyległościami w Obwodzie Brzeskim Kujawskim, Województwie Mazowieckim, podług złożonej przed Nami Metryki z Ksiąg Kościoła Parafialnego Zgłowiądzieńskiego w Obwodzie Brzeskim Kujawskim będącego, pod dniem dwudziestym pierwszym Listopada roku bieżącego wpiętej, mający lat wieku swego trzydzieści osiem, w Dobrach Sokołowie w Powiecie Brzeskim Kujawskim, Województwie Mazowieckim zamieszkały, zaś tymczasowo tu w Warszawie, w domu przy Ulicy Podwale pod liczbą pięćset dwadzieścia dwa od tygodni kilku mieszkanie swe mający, syn Jaśnie Wielmożnych Adama Słubickiego Sędziego Pokoju Powiatu Brzesko Kujawskiego /podług złożonej Sepultury z Ksiąg Kościoła jako wyżej wzmiankowanego, pod dniem dwudziestym drugim Listopada roku bieżącego wyjętej/ już nieżyjącego i Angeli z Zagajewskich małżonków pozostałej Wdowy w Dobrach Milżynie w Powiecie Brzesko Kujawskim położonych, zamieszkałej. Od Której to Jaśnie Wielmożnej Matki swej, złożył Nam tenże Jaśnie Wielmożny Słubicki Generał Akt Zezwolenia przed Rządcę Parafii Zgłowiączkowskiej w dniu dziewiętnastym Listopada roku bieżącego sporządzony, w którym dowodzi, iż do zawarcia Związków Małżeńskich z Jaśnie Wielmożną z Hrabiów Zboińskich Kretkowską rozwiedzioną otrzymał zezwolenie. Stawiła się także Jaśnie Wielmożna Łucja Barbara dwóch imion z Hrabiów Zboińskich Kretkowska, dowodząca złożoną przed Nami Metryką z Ksiąg Kościoła Parafialnego Zalewskiego pod dniem dwudziestym siódmym Listopada roku bieżącego wyjętą, iż skończyła lat Wieku swego dwadzieścia sześć, Córka Jaśnie Wielmożnych Xawerego Franciszka Hrabi Zboińskiego Senatora Wojewody Królestwa Polskiego /podług złożonej Sepultury z Akt Stanu Cywilnego Gminy Kikolskiej pod dniem dwudziestym Listopada roku bieżącego wyjętej/ już nieżyjącego i Joanny z Grabińskich małżonków, pozostałej Wdowy, w Dobrach Kikole w Obwodzie Lipnowskim zamieszkałej. Od Której to Jaśnie Wielmożnej Matki swojej złożyła Nam też Jaśnie Wielmożna z Hrabiów Zboińskich Kretkowska Akt Zezwolenia przed Pisarzem Obwodu Lipnowskiego w Dobrach Kikole pod dniem osiemnastym Listopada roku bieżącego Urzędownie zdziałany, którym dowodzi, iż do zawarcia Związków Małżeńskich z Jaśnie Wielmożnym Augustynem Józefem Ludwikiem trzech Imion Słubickim Kawalerem, byłym Generałem Kawalerii Wojsk Polskich, Posłem Powiatu Brzeskiego Kujawskiego zezwolenie otrzymała zamieszkanie swe w Dobrach Mieście Kikole w Obwodzie Lipnowskim przy Jaśnie Wielmożnej Wojewodzinie Zboińskiej Matce swej mająca, tymczasowo zaś tu w Warszawie w domu przy Ulicy Podwale pod liczbą pięćset dwadzieścia cztery od tygodni kilku mieszkająca. Złożyła Nam też Jaśnie Wielmożna z Hrabiów Zboińskich Kretkowska Wyrok Trybunału Cywilnego pierwszej Instancji Departamentu Warszawskiego Wydziału pierwszego, pod dniem osiemnastym Września tysiąc osiemset piętnastego roku przyzwoicie Stronie Pozwanej JW. Felixowi Kretkowskiemu doręczony, Którym dowodzi, Akt Ślubu małżeńskiego, między Jaśnie Wielmożną Łucją z Hrabiów Zboińskich Kretkowską a Jaśnie Wielmożnym Felixem Kretkowskim Generałem, na dniu dziesiątym Czerwca osiemset trzynastego roku przed Urzędnikiem Stanu Cywilnego Gminy Kikolskiej Powiatu Lipnowskiego Departamentu Płockiego nastąpiony, za nieważny uznanym został. Strony stawające żądają abyśmy przystąpili do Obchodu ułożonego między nimi Małżeństwa, którego Zapowiedzi wyszły tak przed głównymi drzwiami Domu Naszego Gminnego, jako też przed głównymi Drzwiami Domu Gminy Kikolskiej Obwodu Lipnowskiego w Województwie Płockim niemniej przed głównymi Drzwiami Domu Gminy Pruszyńskiej Powiatu Brzeskiego w Obwodzie Kujawskim Województwie Mazowieckim /jak Świadectwo Urzędowe powyższych Urzędników Gmin Nam złożone dowodzą/ to jest pierwsza dnia dwudziestego pierwszego, a druga dwudziestego ósmego, obydwie w miesiącu Listopadzie roku bieżącego o godzinie dwunastej w południe w Niedzielę. Gdy o żadnym tamowaniu rzeczonego małżeństwa uwiadomieni nie zostaliśmy, My przejrzawszy wyżej wzmiankowane Akta, z których okazuje się, iż formalności, jakich Prawo wymaga, zachowane zostały. Przychylając się do namienionego żądania po przeczytaniu Stronom i Świadkom wszystkich wyżej wspomnianych Papierów, jako też Działu Szóstego Prawa o Małżeństwie. Zapytaliśmy się przyszłego Małżonka i przyszłej Małżonki, czyli chcą pobrać z sobą? Na co gdy każde z Nich oddzielnie odpowiedziało, iż taka ich jest Wola; Oświadczamy w Imieniu Prawa, iż Jaśnie Wielmożny Augustyn Józef Ludwik trzech Imion Słubicki Kawaler, były Generał Kawalerii Wojsk Polskich, Poseł Powiatu Brzeskiego i Jaśnie Wielmożna Łucja Barbara dwóch Imion z Hrabiów Zboińskich Kretkowska rozwiedziona połączeni są z Sobą Węzłem Małżeństwa. Tego wszystkiego spisaliśmy Akt w przytomności Jaśnie Wielmożnego Rejmonda Rembielińskiego Prezesa Komisji Województwa Mazowieckiego lat sobie liczącego czterdzieści cztery Kawalera Orderu Św. Stanisława pierwszej Klassy mieszkającego w Warszawie w domu przy Ulicy Podwale pod liczbą pięćset, Ignacego Miączyńskiego Kasztelana Senatora Królestwa Polskiego Kawalera Orderu Św. Stanisława pierwszej Klassy, lat sobie liczącego czterdzieści cztery mieszkającego tymczasowo w Warszawie w domu przy Ulicy Długiej pod liczbą pięćset czterdzieści trzy, Xawerego Dąbrowskiego Generała Wojsk Polskich Radcy z Powiatu Brzeskiego Województwa Mazowieckiego lat liczącego czterdzieści siedem, mieszkającego w Warszawie, w domu przy Ulicy (...) pod liczbą pięćset dwadzieścia trzy, Jana Kantego Rościszewskiego Prezesa Towarzystwa Ogniowego Królestwa Polskiego lat sobie liczącego czterdzieści trzy, mieszkającego w Warszawie w domu przy Ulicy Freta pod liczbą dwieście pięćdziesiąt sześć, będącym. Który to Akt Stawającym przeczytany i podpisanym został przez Nas i przez wszystkie Osoby do Aktu niniejszego wchodzące. Franciszek Komorowski Urzędnik S.C.

## Wzorowy gospodarz
Dzięki temu małżeństwu przejął miasteczko Zboińskich – Izbicę Kujawską razem z okolicznymi wioskami, a w roku 1827 zakupił w drodze licytacji Lubraniec, gdzie się wkrótce osiedlił (odnowił pałac na Piaskach). Szybko okazał się bardzo dobrym gospodarzem, dbającym zarówno o oba miasta, jak i o wsie oraz lasy (dowodem na jego gospodarność jest fakt wizytacji jego dóbr w Sokołowie przez cara Aleksandra I Romanowa i pokazania go jako wzoru dla innych ziemian w Królestwie, a także uhonorowanie Słubickiego Orderem św. Stanisława). W Izbicy Kujawskiej dokonał regulacji ulic, placów i dróg dojazdowych, doprowadził do uruchomienia w 1820 roku placówki pocztowej. Wystawiał solidne domy, przekazywane następnie mieszkańcom na korzystnych dla nich warunkach, wybudował szpital. Za sprawą sprowadzonych ok. 1825 roku z Niemiec niemal stu rzemieślników z rodzinami, rozwinął w miasteczku przemysł sukienniczy. W celu odzyskania nieużytków prowadził na szeroką skalę prace melioracyjne. Wyprostował drogę z tejże Izbicy do Lubrańca, która uzyskała dzisiejszy wygląd.
O zaradności i gospodarności generała Słubickiego świadczy również spis majętności, zarekwirowanych po upadku powstania listopadowego przez carskie władze: miasto Izbica, Zagrodnica, Grochowiska, Służewo, Długie, Tymień, Wólka Komorowska, Śmielnik, Modzerowo, Korzecznik, Stypin, Ciepliny, Nowa Wieś, Rociszewo, Komorowo, Sokołów, Pasieka (dobra izbickie oraz modzerowskie) oraz miasto Lubraniec, Dobierzyn, Janiszewo, Piaski, Siarczyce, Turowo, Zaborowo, Jeżynek, Sokołowo, Markowo, Kazanie, Bielawy, Korzuszynek (dobra lubranieckie).

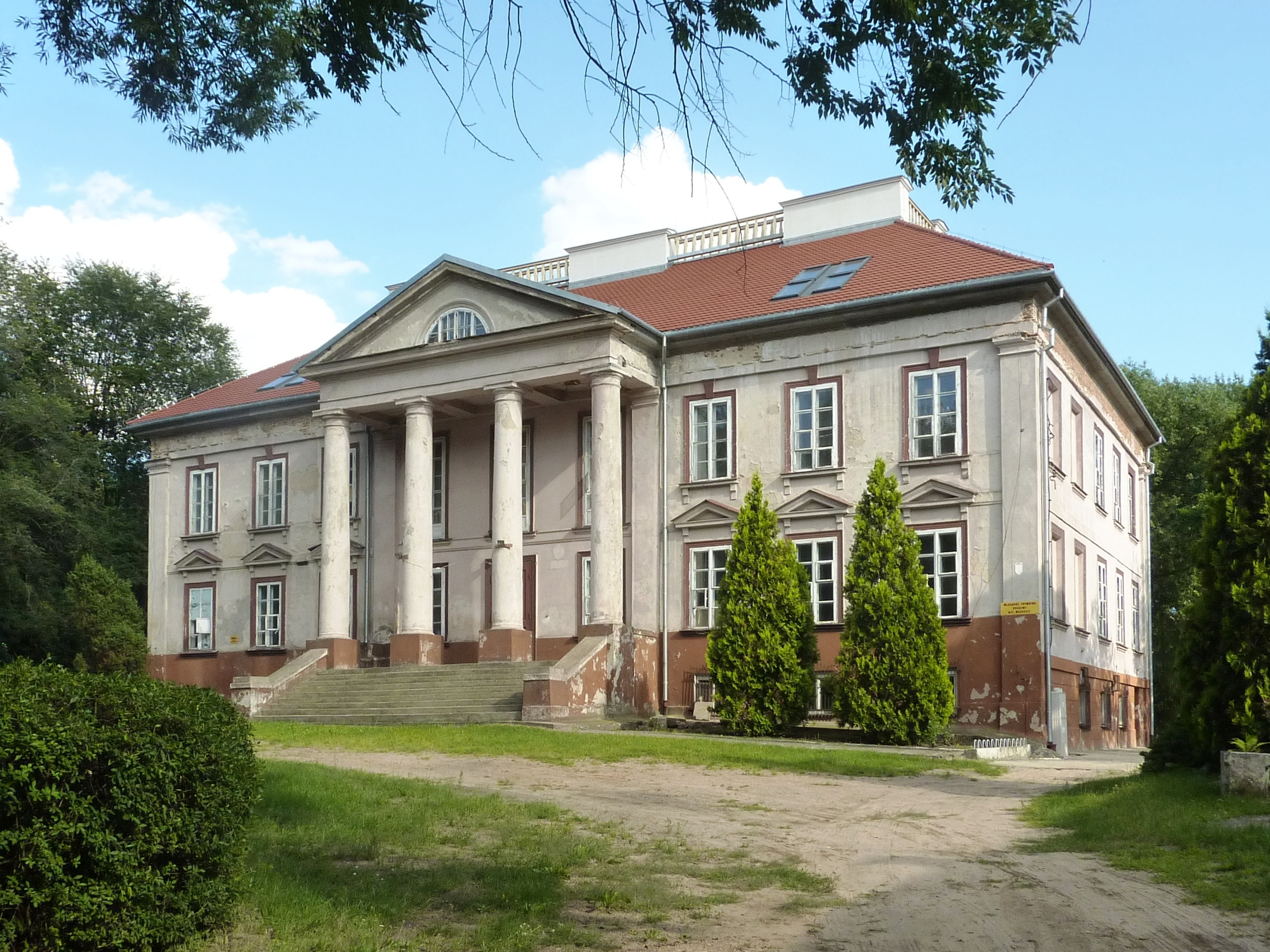
Pałac na Piaskach – własność Słubickich, później Grodzickich

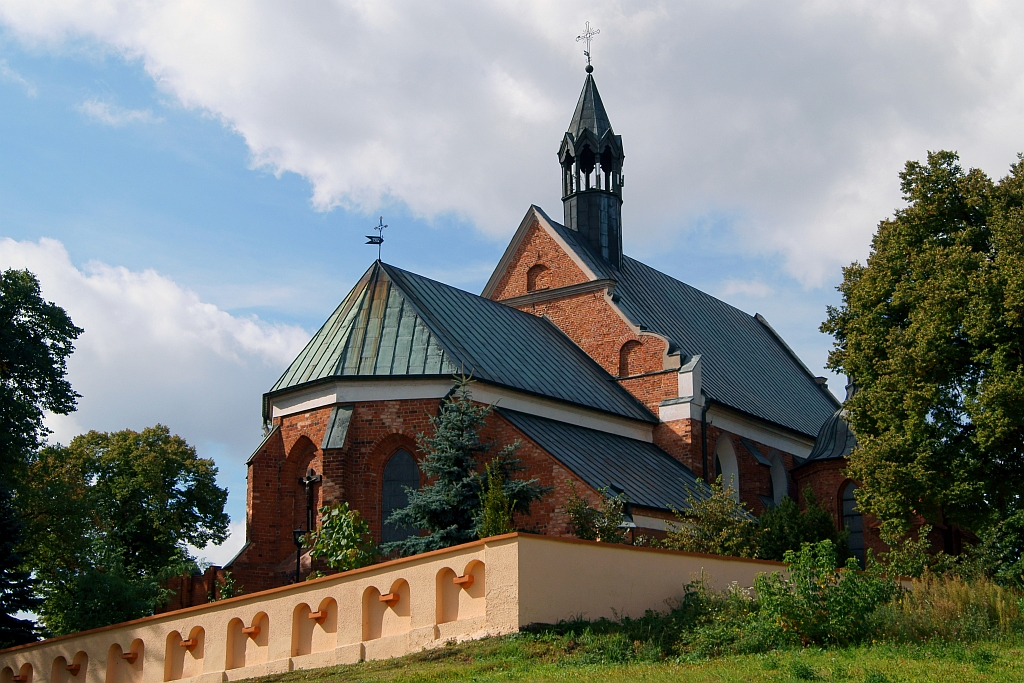
Kościół p.w. Wniebowzięcia NMP w Izbicy Kujawskiej

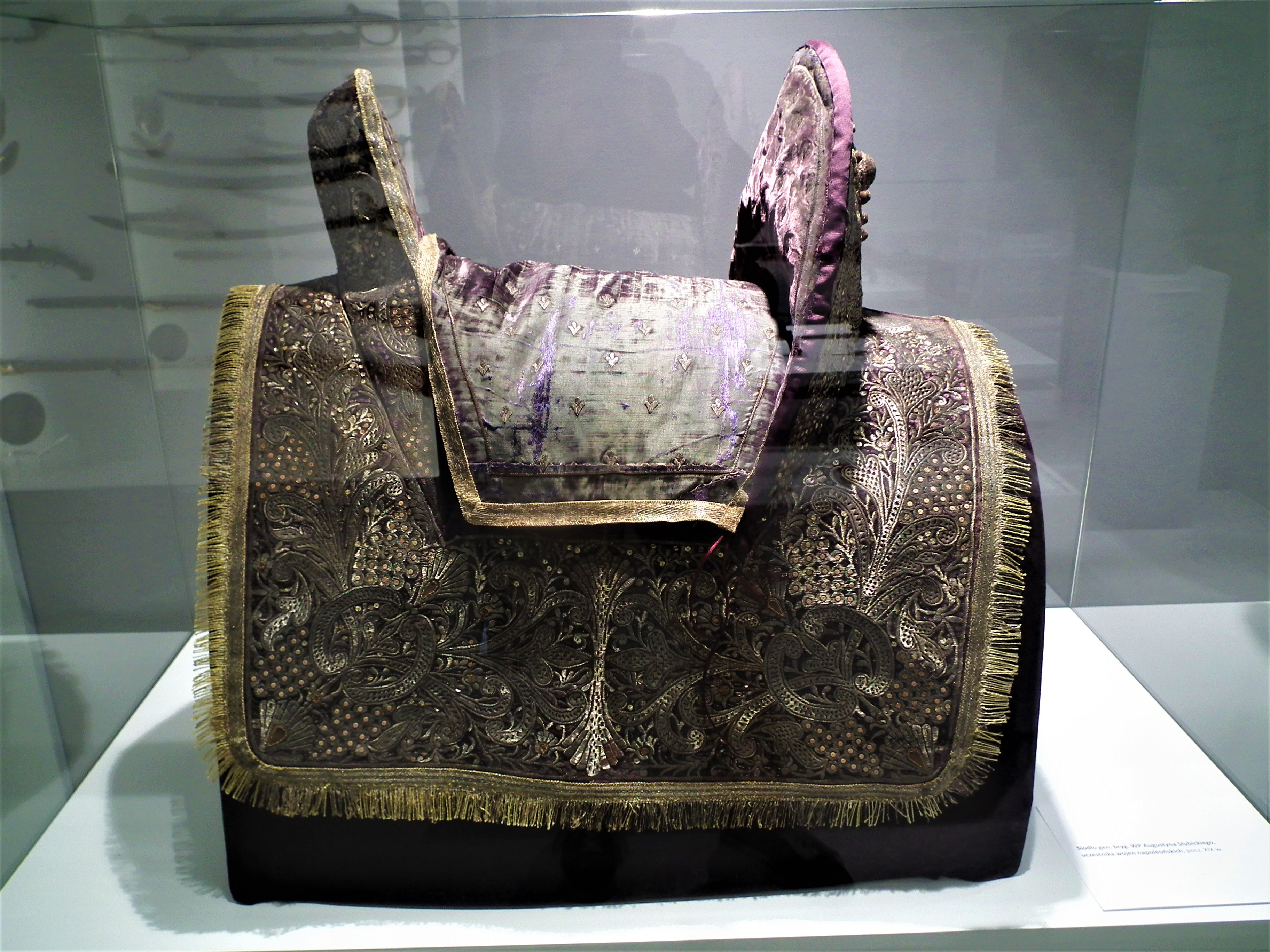
Siodło Augustyna Słubickiego (Muzeum Historii Włocławka)

## Poseł naSejm 1830–31
Działalność na polu gospodarczym realizował także w sejmie, jako poseł z powiatu brzeskiego. Koncentrował się głównie na sprawach ekonomicznych, w których był liberałem. Pomyślność kraju uzależniał od dobrobytu i zamożności mieszkańców, sprawę niepodległości odsuwając na dalszy plan. Znając dysproporcję sił militarnych i przewidując nieuchronną klęskę, nie poparł powstania listopadowego. W 1831 roku został mianowany senatorem – kasztelanem Królestwa Polskiego.

## Zagadkowa śmierć
Ze względu na cechy charakteru, poglądy polityczne i ekonomiczne oraz osobiste sukcesy gospodarcze, nie był człowiekiem lubianym. Wrogów miał zarówno w sejmie, jak i w gronie własnych sąsiadów. Przez któregoś z nich został zabity w pałacu lubranieckim w pierwszy dzień świąt Bożego Narodzenia. Potomni mieli własne teorie na temat jego śmierci:
- w 1910 r. ks. S. Muznerowski sprawę przedstawił następująco[8]:

Wyprostował i uregulował trakt, wiodący z Lubrańca do Izbicy, sypiąc przez łąki na dużej przestrzeni groblę; wyprostował i oczyścił na przestrzeni kilku wiorst koryto Zgłowiączki, osuszając przez to nie tylko swoje łąki, ale mieszczan i sąsiadów.W r. 1833 d. 26 Grudnia został zabity w 52 roku życia w swem mieszkaniu wystrzałem, danym przez okno. Zginął przedwcześnie z ręki mściwego czynszownika młynarza, który, zalegając w wypłacie czynszu, młyn opuścił, a Słubicki takowy, jako niezdatny do użytku rozebrał.

- w 1947 r. ks. A. Dobrucki napisał o tym nieco inaczej[8]:

Jeżeli zaś chodzi o samego generała Słubickiego, to wspomnę ubocznie, że za pracę społeczną, mającą na celu dobro ogółu, spotkała go niezasłużona kara. Podczas regulacji ulic należało wyprostować drogę pomiędzy Lubrańcem a Izbicą, czego dokonał przy pomocy wojska w nocy. Ale też przez ten nieuważny krok ściągnął na siebie śmierć. Jeden z kmiotków mszcząc się za to, że jego gospodarstwo wiele ucierpiało przez wyprostowanie drogi, zastrzelił generała wieczorem przez okno podczas pracy przy biurku.

- z kolei w 1999 r. biograf generała, A.A. Hetnal, stwierdził, co następuje[8]:

Aby zmienić koryto rzeki Zgłowiączki i zbudować drogę z Izbicy do Lubrańca wynajął w r. 1833 oddział żołnierzy do pracy. Jeden z osadników, który dzierżawił od niego dwa młyny, przez zmianę biegu Zgłowiączki stracił siłę napędową do swego młyna. Dn. 25 XII 1833 osadnik ten uzbrojony w dubeltówkę wdrapał się na drzewo w pobliżu gabinetu S-ego i strzelił do niego zabijając go na miejscu. (Akt zgonu, sporządzony następnego dnia, nic nie wspomina o zabójstwie).

## Rodzina
Augustyn Słubicki osierocił czworo dzieci (w tym jedną z córek, która umarła niedługo po narodzinach jeszcze za życia ojca) – wszystkie urodzone z Łucji ze Zboińskich:
1. Aleksander Kazimierz Albin (1824–1843) − kawaler, bezdzietny
2. Maria Bibianna Franciszka (1828–1865) × Mieczysław Miączyński z Miączyna h. Suchekomnaty (1818–1887)
3. Teodora Kunegunda (1832–1832)
4. Joanna Marcela Józefa (ur. 1834) × Witold Mniewski h. Ogończyk (ur. około 1820)

Został pochowany w rodzinnej kaplicy grobowej (kaplicy św. Anny, zbudowanej przez jego żonę) na lubranieckim cmentarzu. Po jego śmierci wszelkie majątki rodzinne znalazły się pod osobistą opieką Łucji ze Zboińskich Słubickiej (dwa miasta [Izbica Kujawska i Lubraniec], liczne wsie i folwarki, a także lasy).  Taka sytuacja utrzymywała się aż do roku 1855, czyli do aktu podziału majątku rodzinnego – dobra izbickie z miastem Izbicą Kujawską otrzymała starsza córka Augustyna i Łucji – Maria Miączyńska. Dobra lubranieckie natomiast otrzymała druga córka, Joanna ze Słubickich Mniewska, która w pałacu w Lubrańcu urządziła wielką bibliotekę. Mocą testamentu, jaki sporządziła Joanna, dobra lubranieckie w 1901 roku otrzymała jej krewna – Elżbieta z Dembowskich Piwnicka. Niestety dotknięta ciężką chorobą zmuszona była sprzedać majątek w 1906 roku, a jego nabywcą został Bronisław Grodzicki, który z żoną Marią, gospodarzył do 1918 roku. Ostatnim właścicielem pałacu w Lubrańcu był Stanisław Grodzicki.